# GPSM2
Chất điều biến tín hiệu G protein 2 (tiếng Anh: G-protein-signaling modulator 2), còn được gọi là LGN đối với 10 đoạn lặp Leucine-Glycine-Asparagine của nó, là protein ở người được mã hóa bởi gen GPSM2.

## Chức năng
Heterotrimeric G protein truyền tải tín hiệu ngoại bào nhận được từ các thụ thể bám trên bề mặt tế bào thành những đáp ứng tế bào toàn diện. GPSM2 nằm trong một nhóm protein có chức năng điều biến hoạt động của G protein (Blumer et al., 2002).

## Tương tác
GPSM2 có khả năng tương tác với Protein bộ máy nguyên phân nhân 1 (Nuclear mitotic apparatus protein 1) và GNAI2.